# ジャック・リーチャー
ジャック・リーチャー（Jack Reacher）は、在米イギリス人推理小説家リー・チャイルド（Lee Child, 1954年 -）による小説シリーズの主人公で架空の人物。今は流れ者だが、かつては米陸軍憲兵隊捜査官だったという設定。同シリーズの9作目を映画化した『アウトロー』（原題：Jack Reacher・2012年製作）では、トム・クルーズがジャック・リーチャーを演じている。

## 人物設定

### 経歴
ベルリンの米軍基地で、アメリカ海兵隊員の父とフランス人の母の間に生まれる。ウェストポイントの陸軍士官学校を卒業後、13年にわたって米陸軍憲兵隊で犯罪捜査官として働いていた。陸軍を除隊してからは流れ者となり、アメリカ全土を放浪している。

### 性格
ストイックで寡黙、孤独を好む。怒りをあらわにすることはほとんどない。正義のためなら手段を選ばず悪を罰するが、良心の呵責といった感情は持ち合わせない。

### 能力
- 時計なしに時刻を知る鋭い能力。いつでも思った通りの時刻に起きることができる。
- 特定の武術のエキスパートではないが、様々な格闘技に熟練した能力を発揮することができる。
- 優れた狙撃能力。軍のライフルやピストルの射撃大会での優勝経験を持ち、拳銃のインストラクターも務めていた。いろいろなタイプの火器、銃・武器について精通している。
- 鋭い観察眼を持ち、敵との対決で発揮される。

## 映画版においての人物像

### 映画概要
原題は、“Jack Reacher”。ジャック・リーチャー・シリーズ初の映画化作品（2012年製作）。シリーズ9作目の“One Shot”（邦訳タイトルは「アウトロー」）を、『ユージュアル・サスペクツ』でアカデミー賞脚本賞を受賞したクリストファー・マッカリーが監督を務め、トム・クルーズが主人公ジャック・リーチャーを演じている。映画化第一弾の原作シリーズに9作目を選んだ理由について、プロデューサーのドン・グレンジャーは「シリーズで最も映画的な作品だからだ。リーチャーを紹介するのに最適だと思った」とコメントしている。

### キャスティング
原作シリーズでは、2メートル近い身長と100キロ以上の体重の巨漢でダークなイメージのジャック・リーチャーを、小柄で明るいイメージのトム・クルーズが演じることについて、アメリカでは映画製作発表の際話題となった。
原作者チャイルドは、リーチャー役を演じさせたい俳優について、「ブルース・ウィリスをもっと長身にして、さらに体格をよくし、首の上にウィリアム・ハートの頭を載せた男」と述べ、また、後にはラッセル・クロウの名を挙げていた。
しかし、プロデューサーのマッカリーから「リーチャー役にトム・クルーズをキャスティングしたい」と聞かされると、「私が作ったキャラクターを演じるのに、史上最大の映画スターを断る理由はないね」と承諾したという。クルーズ自身も「もし彼（原作者リー・チャイルド）がOKしなければ、この役を引き受けなかった」と語っている。

### 人物設定
アウトロー7カ条
1. 職には就かない（陸軍憲兵隊の捜査官だったが、除隊後は全米を放浪）。
2. 住居は持たない（徒歩やヒッチハイク、バスで移動し、流れ着いた街の安宿を転々）。
3. 身分や居所を明かす物は持たない（携帯電話、免許証、クレジットカードなどは持たない）。
4. 人とは絶対につながらない（恋人、家族、友人など面倒な人間関係は必要なし。女も一夜限り）。
5. 証拠は信じない（警察はまったく信用せず、証拠も信じない）。
6. 法律は関係ない（自分に絶対的な自信を持ち、己が定めたルールこそが法）。
7. 悪は決して許さない（悪を見過ごすことができず、正義のためには手段を選ばない）。

## ドラマ
映画2部作の世界興収1億6200万ドルとトム・クルーズ主演作としては期待外れの結果となったため、シリーズ継続が困難になり、原作小説により忠実なテレビドラマのシリーズの製作が決定した。ドラマ化の権利をAmazonが2019年に勝ち取った。
2022年にAmazonプライム・ビデオにて、Amazon originalドラマシリーズとして『ジャック・リーチャー ～正義のアウトロー～』(Reacher)のタイトルで配信を開始した。原作のジャック・リーチャーは身長195cmで大柄な体格という設定のため、主演はトム・クルーズより17cm長身である188cmのアラン・リッチソンがつとめた。

## 登場小説
ジャック・リーチャー・シリーズは、2020年までに25作の小説が発表された。これまで95カ国、40言語に翻訳されており、邦訳は12作が、いずれも講談社文庫から刊行されている。
- Killing Floor（1997） 「キリング・フロアー」（講談社文庫・刊）
- Die Trying（1998） 「反撃」（講談社文庫・刊）
- Tripwire（1999）「警鐘」（講談社文庫・刊）
- The Visitor（2000）
- Echo Burning（2001）
- Without Fall（2002）「副大統領暗殺」（講談社文庫・刊）
- Persuader（2003）「宿敵」（講談社文庫・刊）
- The Enemy（2004）「前夜」（講談社文庫・刊）
- One Shot（2005）「アウトロー」（講談社文庫・刊）
- The Hard Way（2006）「奪還」（講談社文庫・刊）
- Bad Luck and Trouble（2007）「消えた戦友」（講談社文庫・刊）
- Nothing to Lose（2008）
- Gone Tomorrow（2009）「葬られた勲章」（講談社文庫・刊）
- 61 Hours（2010）「61時間」（講談社文庫・刊）
- Worth Dying for（2010）
- The Affair（2011）
- A Wanted Man（2012）「最重要容疑者」（講談社文庫・刊）
- Never Go Back（2013）「ネバー・ゴー・バック」（講談社文庫・刊）
- Personal（2014）「パーソナル」（講談社文庫・刊）
- Make Me（2015）
- Night School（2016）
- The Midnight Line（2017）「ミッドナイト・ライン」（講談社文庫・刊）
- Past Tense（2018）
- Blue Moon（2019）
- The Sentinel（2020）